# Sericoptera nigricornis
Sericoptera nigricornis är en fjärilsart som beskrevs av W. Warren 1894. Sericoptera nigricornis ingår i släktet Sericoptera och familjen mätare. Inga underarter finns listade i Catalogue of Life.